# Mia Mont
 (octobre 2016).
Mia Mont, de son vrai nom Mia Montalbán , née le 3 novembre 1989 à Lima, est une chanteuse et compositrice péruvienne.